# Chloropoea pharsa
Chloropoea pharsa är en fjärilsart som beskrevs av Hans Fruhstorfer 1903. Chloropoea pharsa ingår i släktet Chloropoea och familjen praktfjärilar. Inga underarter finns listade i Catalogue of Life.